# Триполи
Три́поли (араб. طرابلس‎, Тарабулус, или араб. طرابلس الغرب‎, Тарабулус-эль-Гарб, буквально: Тарабулус Запада) — столица Ливии, административный центр одноимённого муниципалитета. Город расположен на северо-западе страны, на берегу бухты Средиземного моря.
Триполи — крупнейший город, основной морской порт и крупнейший торговый и промышленный центр Ливии. Здесь находятся коммерческие организации, представительства компаний, Университет Триполи.

## Этимология
Триполи (ˈtrɪpɵli) представляет собой название греческого происхождения, происходит от др.-греч. Τρίπολις Трёхградье. На других языках произносится как араб. طرابلس‎ Ṭarābulus о файле, ливийский диалект арабского языка: Ṭrābləs о файле, берберский язык: Ṭrables.

## География
Триполи граничит с муниципалитетом Таджура-ва-Эль-Навахи-Эль-Арба на востоке, муниципалитетом Тархуна-ва-Масалата на юго-востоке, муниципалитетом Эль-Джифара на юге, муниципалитетом Эз-Завия на западе.

## История
Город Эа (лат. Oea) был основан в VII веке до н. э. финикийцами в области Сиртика. На месте современного города в середине 1-го тысячелетия до н. э. находились три финикийских города Эа, Сабрата (Sabratha) и Лептис-Магна (Leptis Magna), которые были объединены в провинцию Триполитанию (др.-греч. Τρίπολις, Трёхградье).
В 46 году Триполитания вошла в состав Римской империи, Эа получила название Триполи.
В середине V века Триполи захватили вандалы, в середине VI века его отвоевала Византия, а с VII века, после арабского завоевания Северной Африки и до конца XV века (с кратким перерывом во 2-й половине XII века, когда Триполи принадлежал норманнскому Королевству Сицилия) городом владели разные мусульманские династии.
В 1510 году Триполи захватили испанцы, в 1530 году его передали Мальтийскому ордену.
В 1551 году Триполи захватила Османская империя. Он стал столицей самоуправляющегося эялета и прибежищем берберских пиратов.
В 1711—1835 Триполи правили полунезависимые правители из династии Караманли, затем город вернулся под прямое османское правление.
После итало-турецкой войны в 1912 году Триполи стал столицей итальянской колонии Триполитания (с 1934 года — колонии Ливия).
В 1945 году, сразу после окончания Второй мировой войны в городе произошёл крупный еврейский погром. После признания Израиля произошёл ещё один погром, но на этот раз еврейские отряды самообороны отбили нападения. В результате погромов в течение следующих двух десятков лет еврейская община почти полностью покинула Триполи.
В Королевстве Ливии, образованном в 1951 году, действовало две столицы: Бенгази и Триполи. Триполи стал официальной столицей в Ливийской Арабской Республике (1969—1977).
В апреле 1986 года, после обвинения Ливии со стороны США в терроризме, авиация США нанесла бомбовый удар по Триполи и Бенгази. ПВО города практически не смогла противодействовать авиации несмотря на то, что Мальта сообщила о пролёте самолётов в сторону Триполи. Санкции ООН были сняты с Ливии в 2003 году, что увеличило грузопоток в порту Триполи и имело положительное влияние на экономику города.
В августе 2011 года город стал театром военных действий между повстанцами и войсками Муаммара Каддафи.

## Транспорт

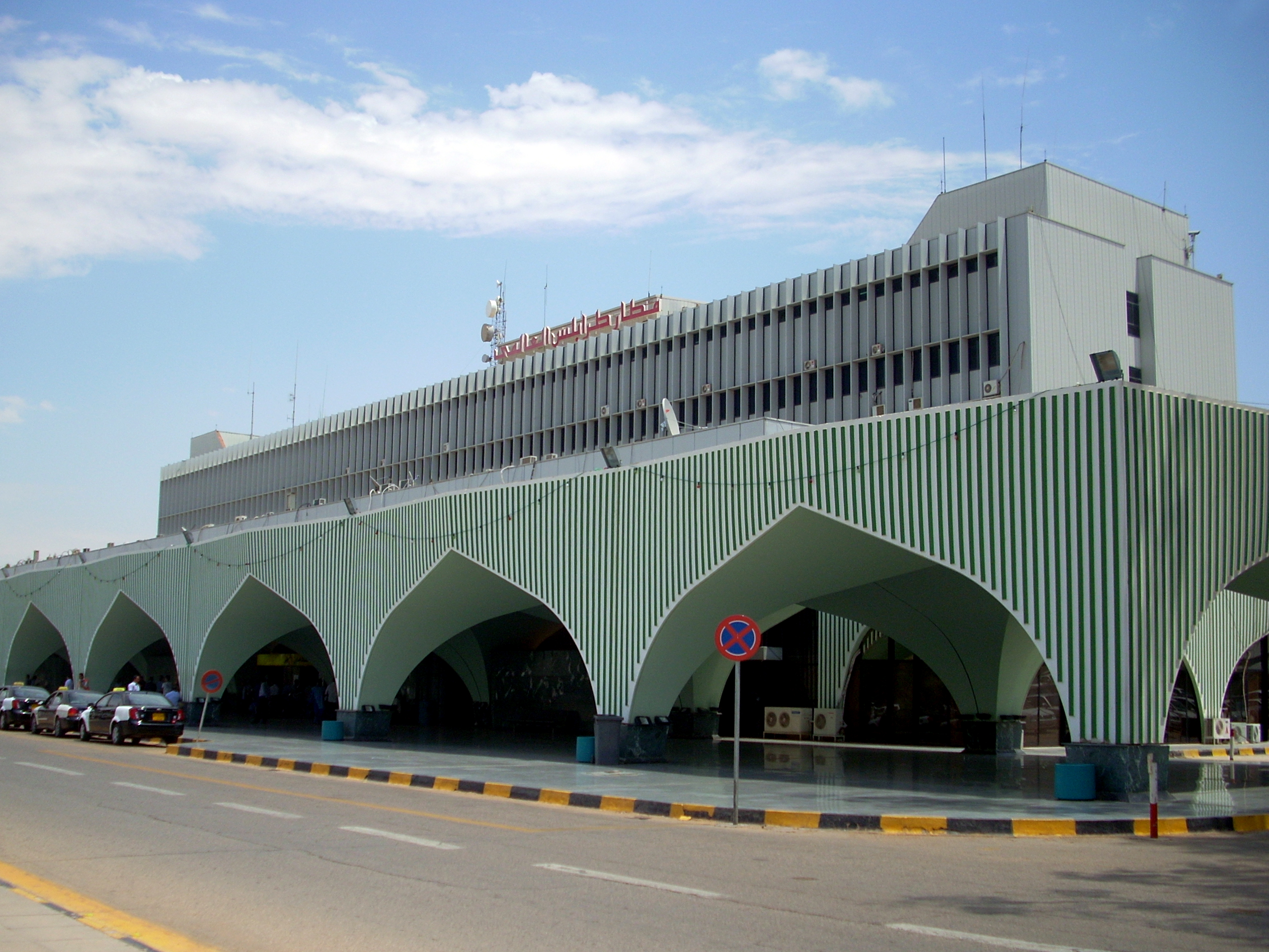
Международный аэропорт Триполи

Через Триполи проходит два трансафриканских автомобильных маршрута:
- шоссе Каир-Дакар[англ.]
- шоссе Триполи — Кейптаун

Транспортное сообщение в Триполи только автомобильное. Автобусов большой вместимости практически нет, перевозки осуществляются маршрутными такси по доступным ценам.
В пригороде Триполи Бин-Гашир, в 34 километрах к югу от Триполи находится Международный аэропорт Триполи (ИАТА: TIP, ИКАО: HLLT) с взлётно-посадочными полосами 09/27 (3600 м, асфальтобетон) и 18/36 (2235 м, асфальт), ныне нефункционирующий.
Из аэропорта Митига (ИАТА: MJI, ИКАО: HLLM), в 11 километрах к востоку от Триполи с взлётно-посадочными полосами 03/21 (1829 м, асфальт) и 11/29 (3376 м, асфальт) выполняются внутренние рейсы в Бенгази и Мисрату и международные рейсы в Стамбул в Турцию и Алеппо в Сирию, а также ряд других.

## Связь
Операторов мобильной связи два: Almadar и Libyana. Мобильный интернет очень дешёвый. В центре Триполи есть несколько интернет-кафе, но качество связи низкое. Работающих телефонов-автоматов в городе нет. Телевидение, в основном, спутниковое. Эфирных антенн практически нет, хотя вещание в Триполи ведётся.

## Климат
Климат типичный средиземноморский с жарким сухим летом, прохладной дождливой зимой и незначительными осадками (242 мм в среднем за год).
| Показатель                            | Янв. | Фев. | Март | Апр. | Май  | Июнь | Июль | Авг. | Сен. | Окт. | Нояб. | Дек. | Год  |
| ------------------------------------- | ---- | ---- | ---- | ---- | ---- | ---- | ---- | ---- | ---- | ---- | ----- | ---- | ---- |
| Абсолютный максимум, °C               | 31   | 36,2 | 39,6 | 44   | 46,7 | 49,2 | 48   | 48,5 | 46,3 | 41,2 | 39    | 32   | 49,2 |
| Средний суточный максимум, °C         | 17,7 | 19,2 | 22,1 | 25,9 | 30,4 | 34   | 35,3 | 36   | 33,5 | 29,4 | 23,5  | 19   | 27,3 |
| Средняя температура, °C               | 11,8 | 12,8 | 15,3 | 18,7 | 23   | 26,6 | 28   | 28,5 | 26,5 | 22,7 | 17,2  | 13,1 | 20,4 |
| Средний суточный минимум, °C          | 6,8  | 7    | 9    | 11,9 | 15,9 | 19,4 | 20,8 | 21,6 | 20,4 | 17   | 11,8  | 8,1  | 14,2 |
| Абсолютный минимум, °C                | −1,7 | −1,5 | 0    | 2    | 2,8  | 10   | 9    | 9    | 10   | 5    | 1     | 0    | −1,7 |
| Норма осадков, мм                     | 57   | 28   | 21   | 13   | 4    | 0,2  | 0,3  | 0,1  | 7    | 27   | 37    | 49   | 242  |
| Источник: climatebase и pogodaiklimat |      |      |      |      |      |      |      |      |      |      |       |      |      |

## Достопримечательности
- Кулак, ломающий истребитель.
- Триумфальная арка Марка Аврелия[англ.].
- Ас-Сарай-аль-Хамра[араб.] (Красный дворец).

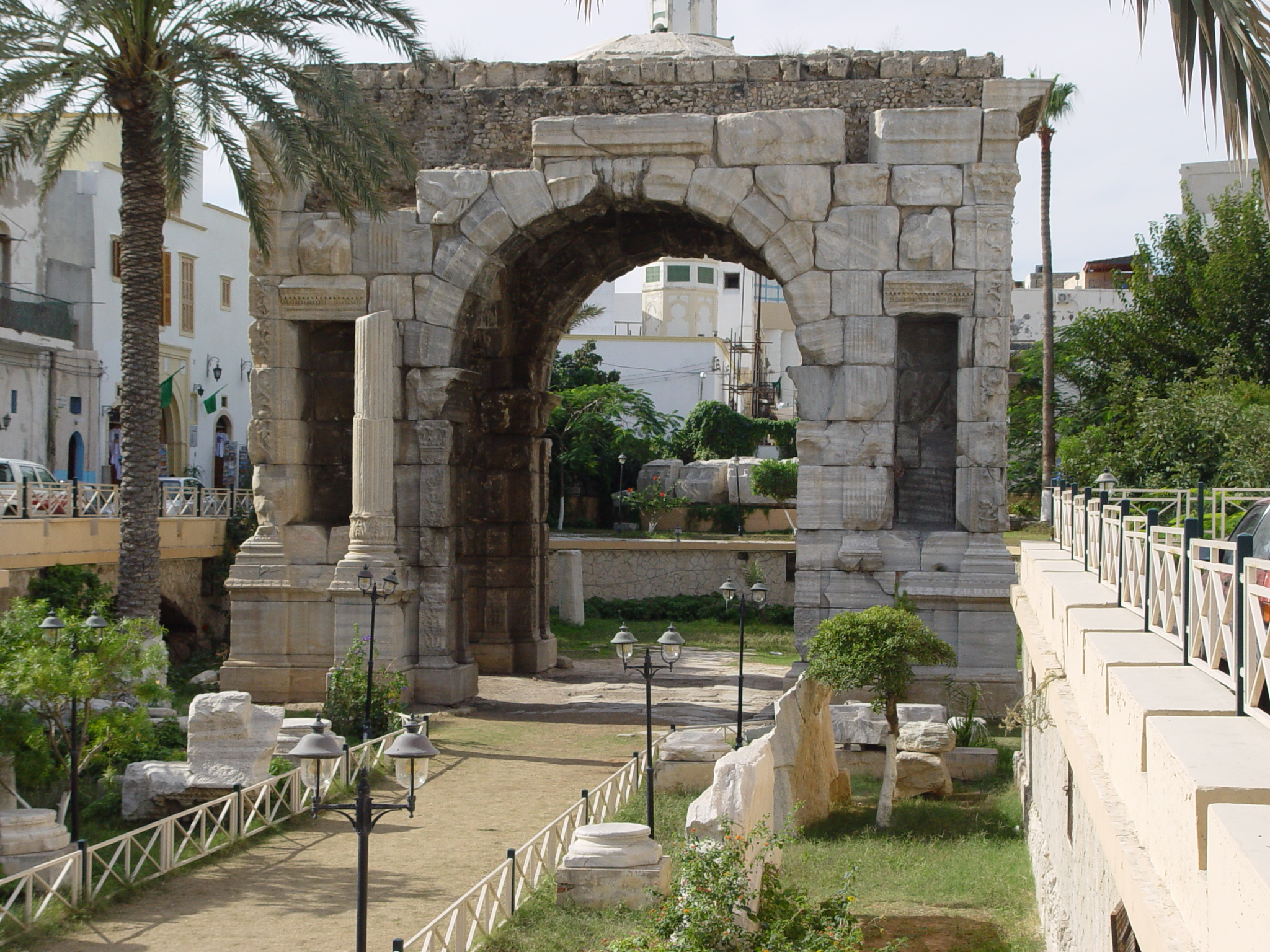
Триумфальная арка Марка Аврелия

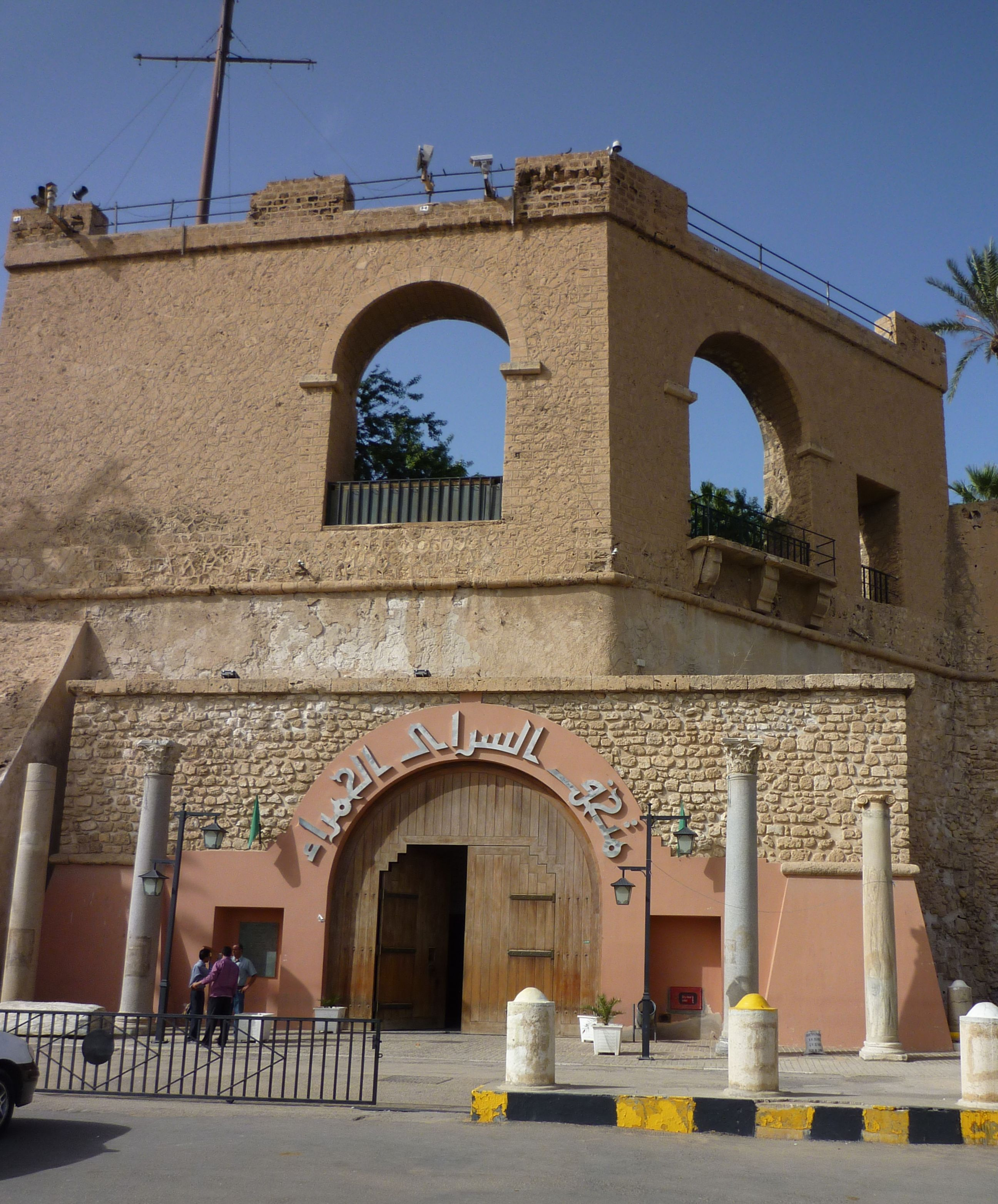
Ас-Сарай-аль-Хамра

- Зоопарк, расположенный в зелёной зоне.
- Старая часть города медина — музей под открытым небом.
- Площадь Мучеников — центральная площадь города.

## Особенности размещения государственных организаций
Государственных организаций в Триполи нет — они рассредоточены по небольшим городам Ливии. Даже Национальный всеобщий народный конгресс проводится ежегодно в городе Сирте, а не в столице. В рамках принятой в сентябре 1988 года программы радикальной децентрализации министерства, за исключением обеспечивающих внешние связи Ливии (МИД), переведены на периферию.

## Выставки
Ежегодно на улице Омара Мухтара со 2 апреля по 12 апреля проводится международная промышленная выставка, в которой обычно принимают участие в среднем около 30 стран, в том числе Россия, Украина и Беларусь, а также более чем 2000 компаний и организаций.

## Города-побратимы
- Алжир,  Алжир.
- Балтимор,  США.
- Бейрут,  Ливан.
- Белград,  Сербия.
- Белу-Оризонти,  Бразилия (с 2003 года)[5].
- Богота,  Колумбия.
- Дубай,  ОАЭ.
- Измир  Турция[6].
- Мадрид,  Испания.
- Сараево,  Босния и Герцеговина (с 1976 года).
- Смирна,  Турция.

## Галерея

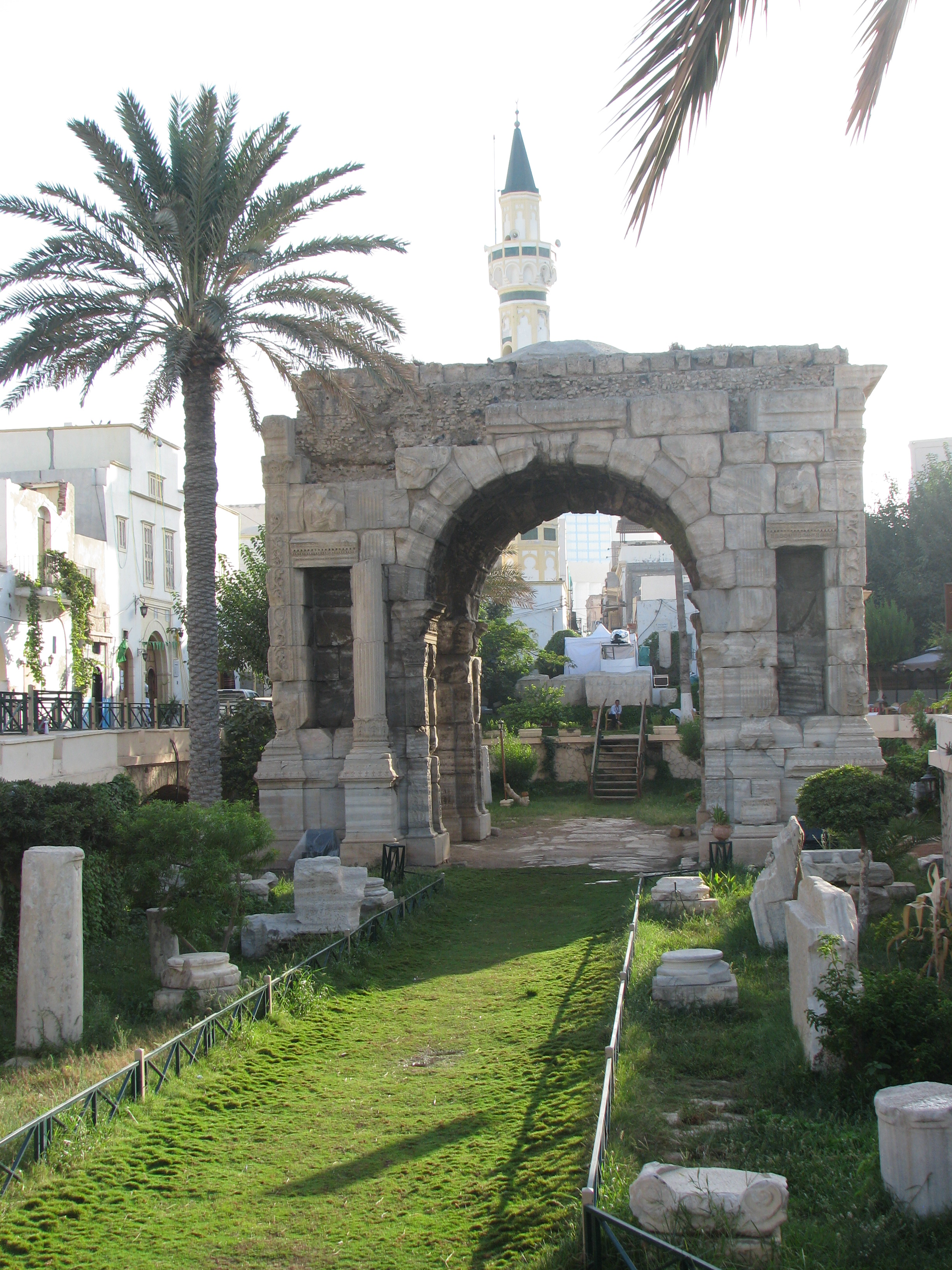
Арка Марка Аврелия[англ.] в Триполи, 163 год
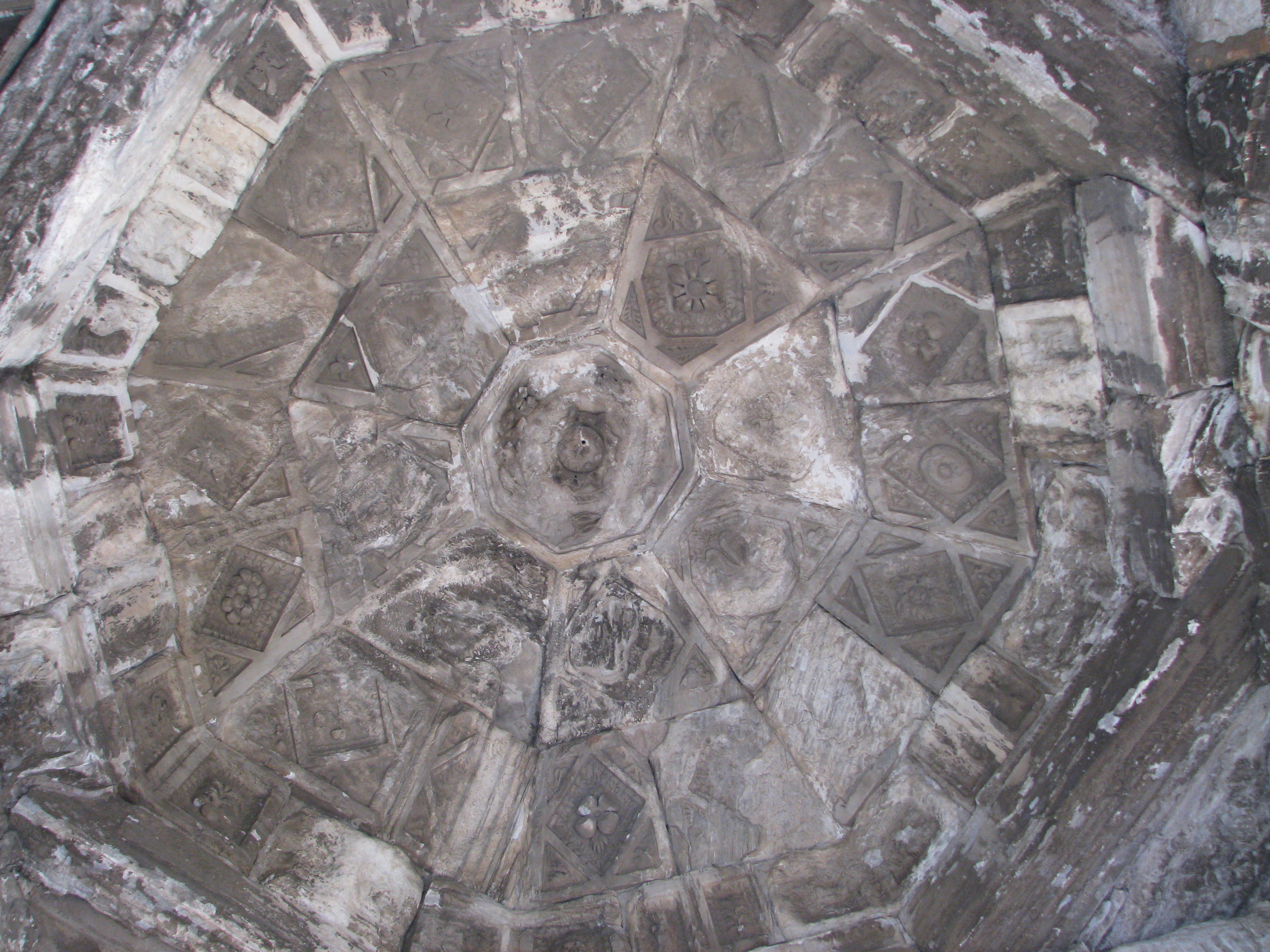
Свод арки Марка Аврелия[англ.] в Триполи, 163 год
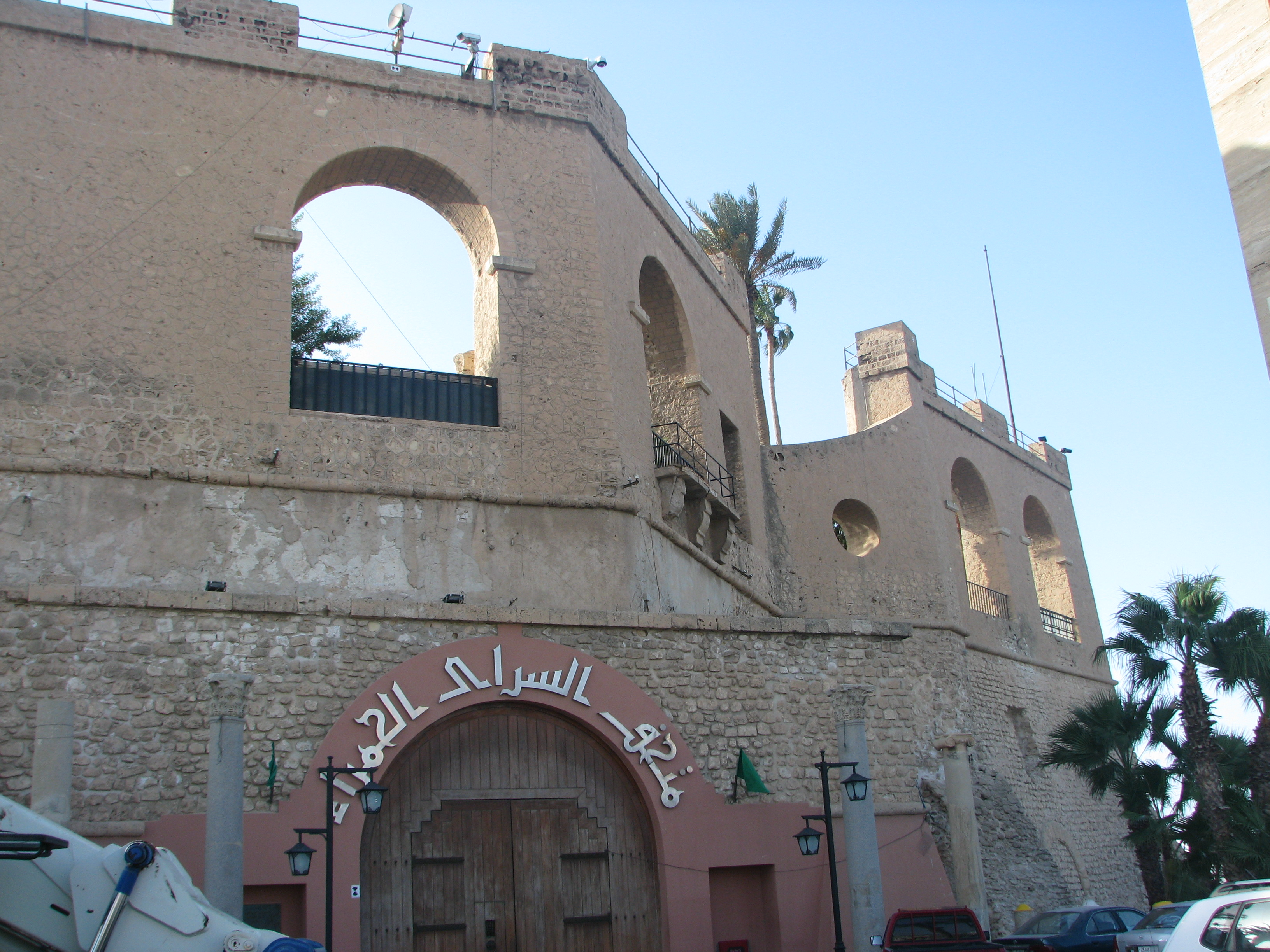
Музей «Красный дворец»[англ.] в ас-Сарай-аль-Хамра[араб.]
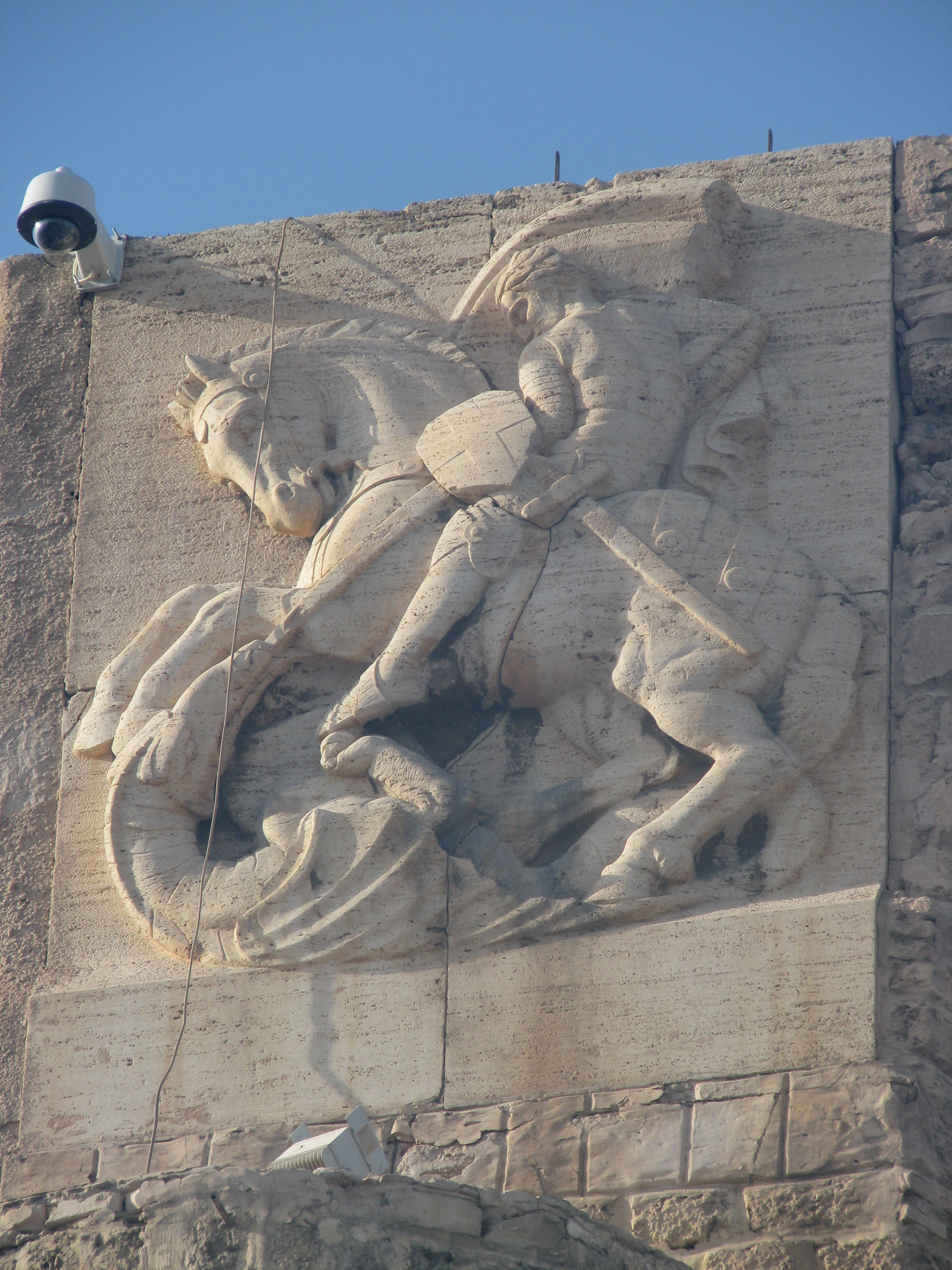
Ас-Сарай-аль-Хамра[араб.], барельеф, изображающий Георгия Победоносца, вид с Площади Мучеников, в период 1969-2011 гг. Зелёной площади)
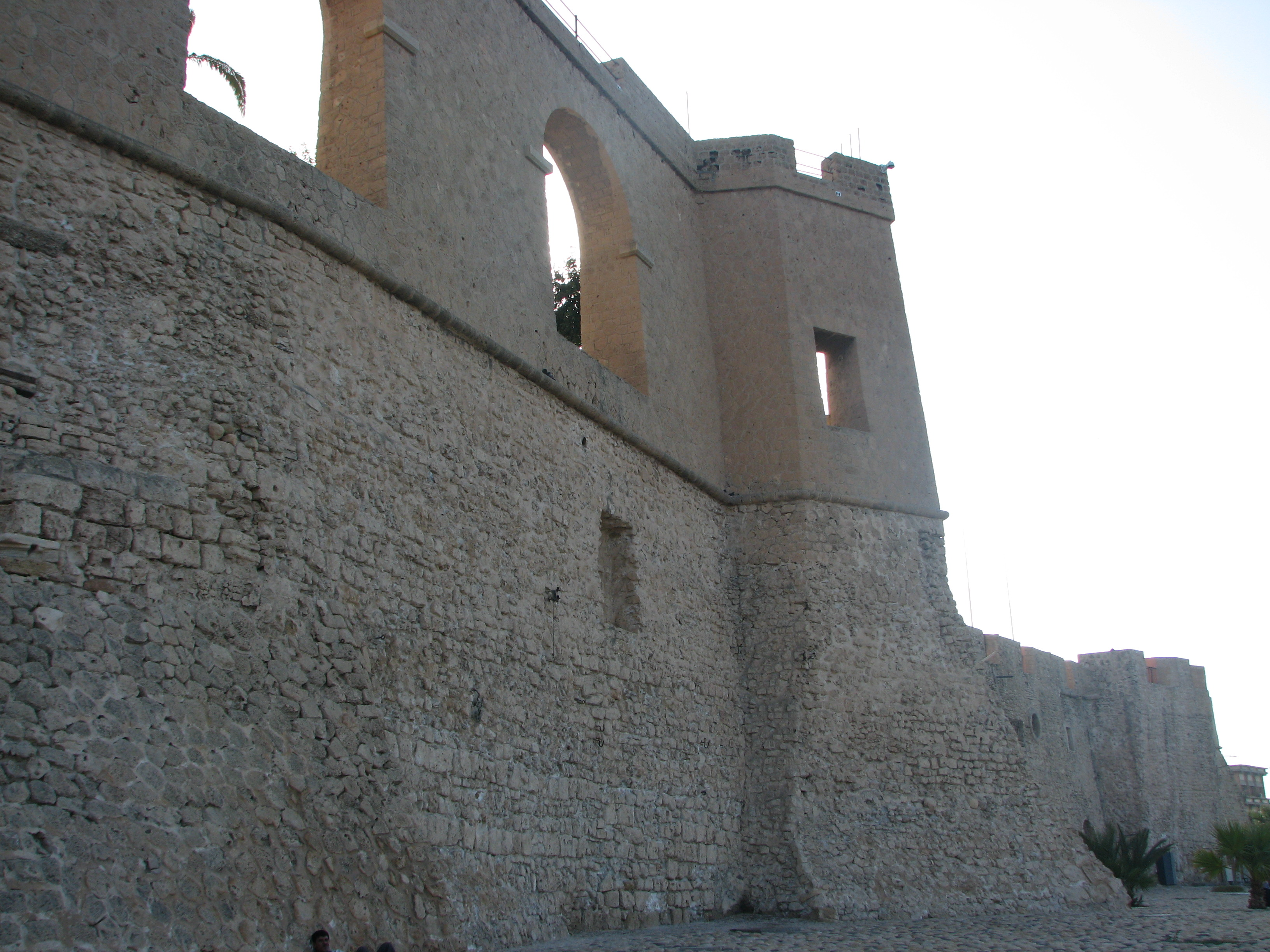
Стена ас-Сарай-аль-Хамра[араб.]
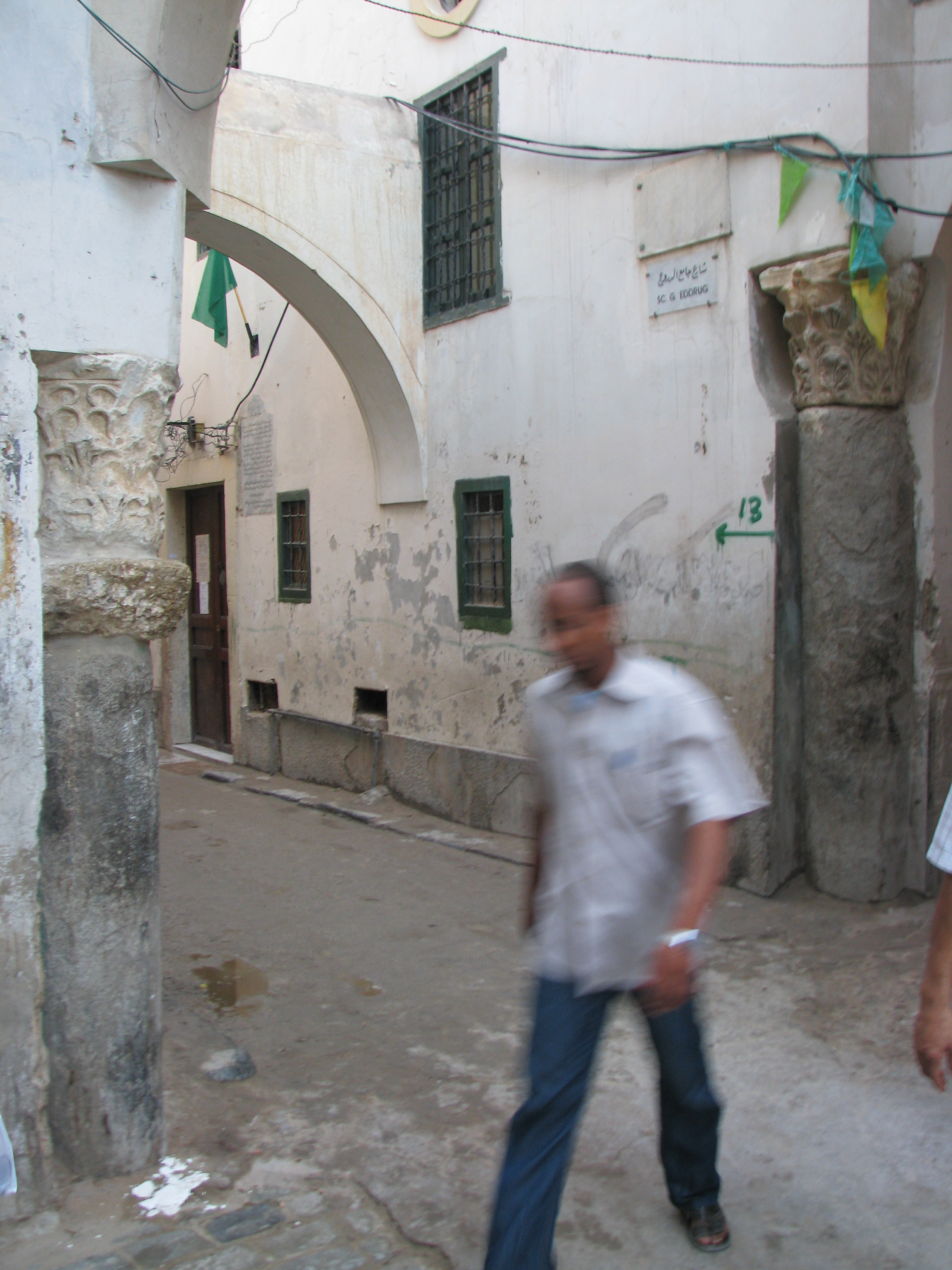
Античные римские колонны на одном из перекрёстков медины
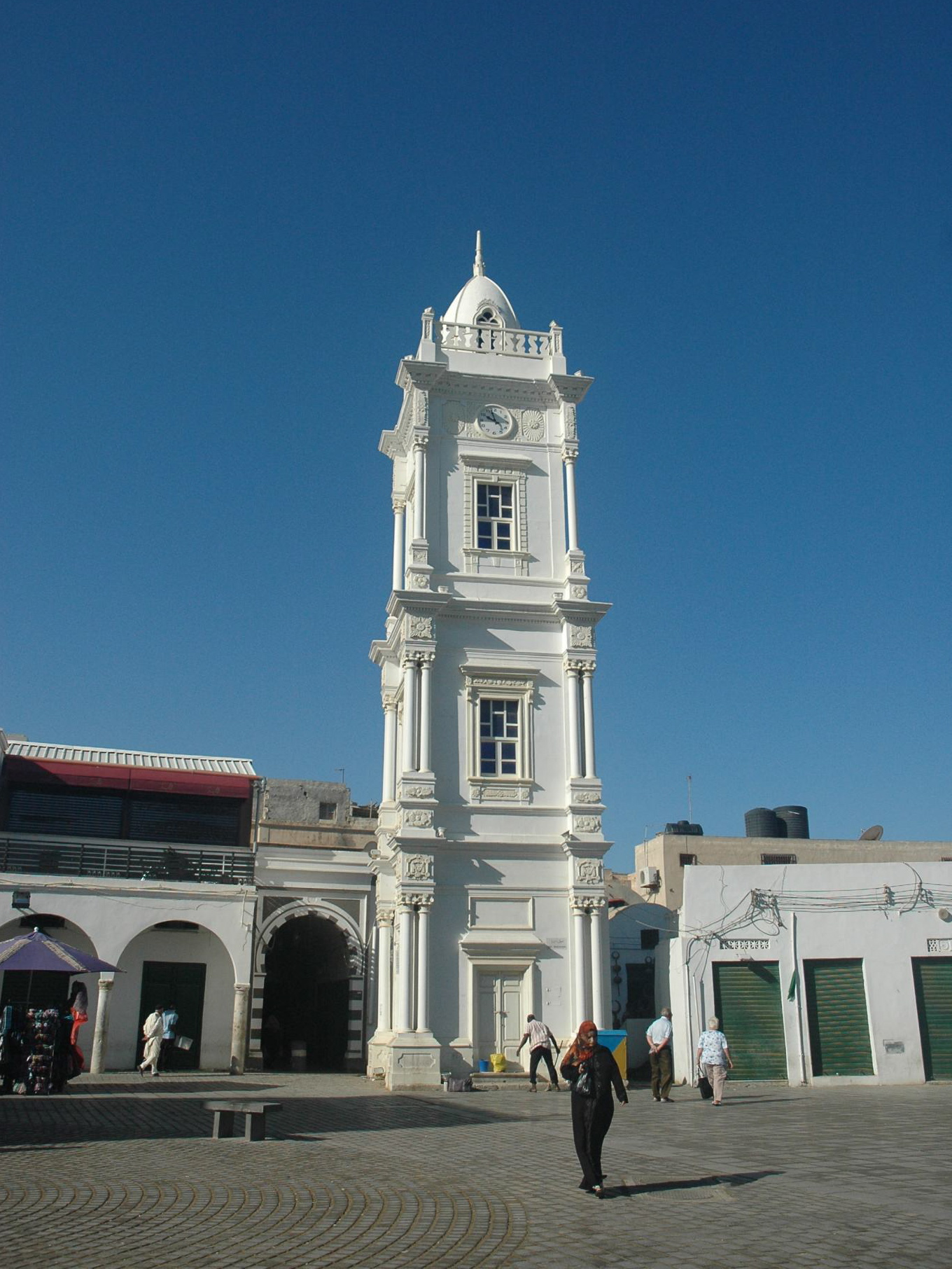
Башня османского периода в медине
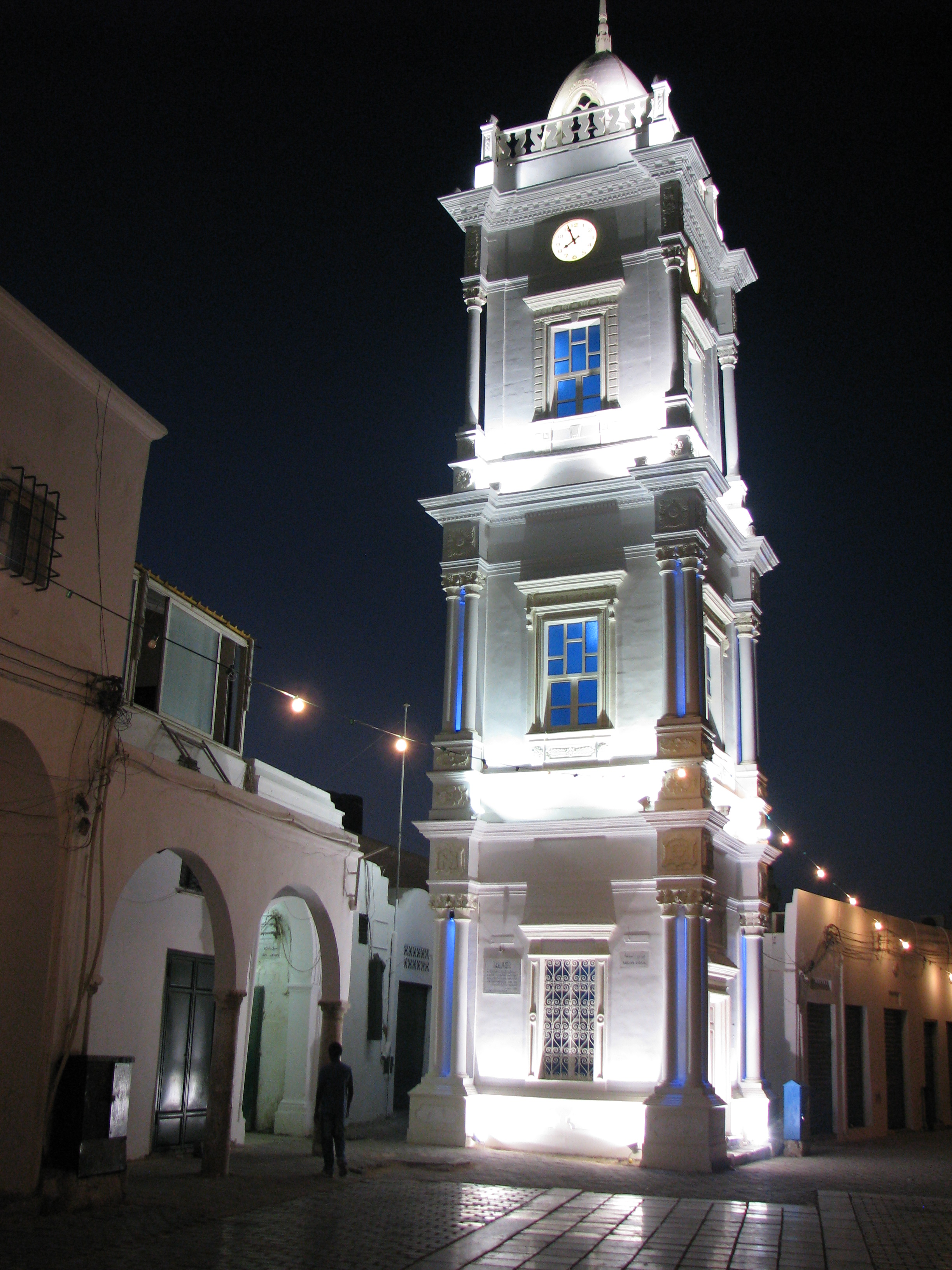
Башня османского периода в медине
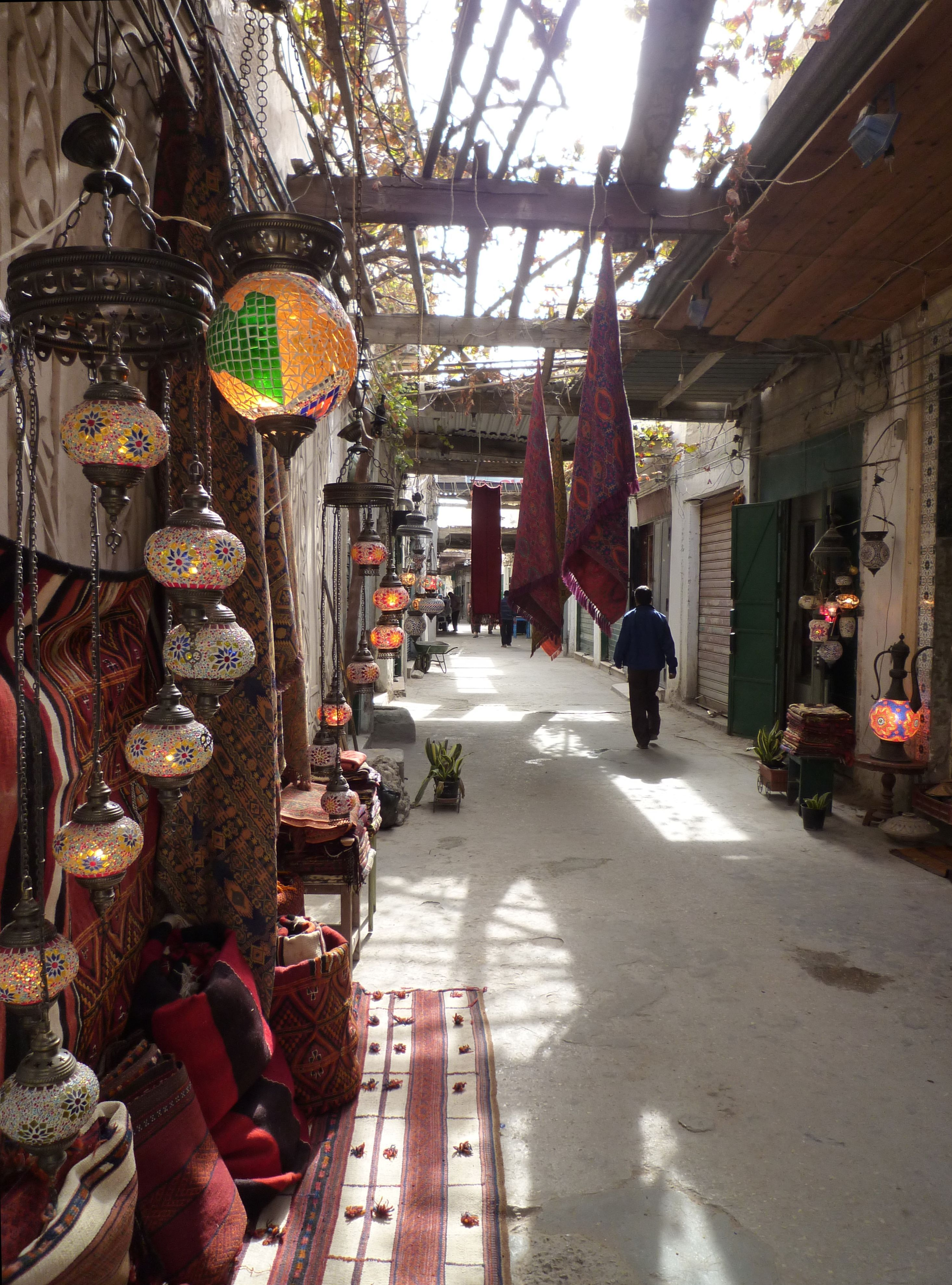
Медина
Высотки делового центра Триполи
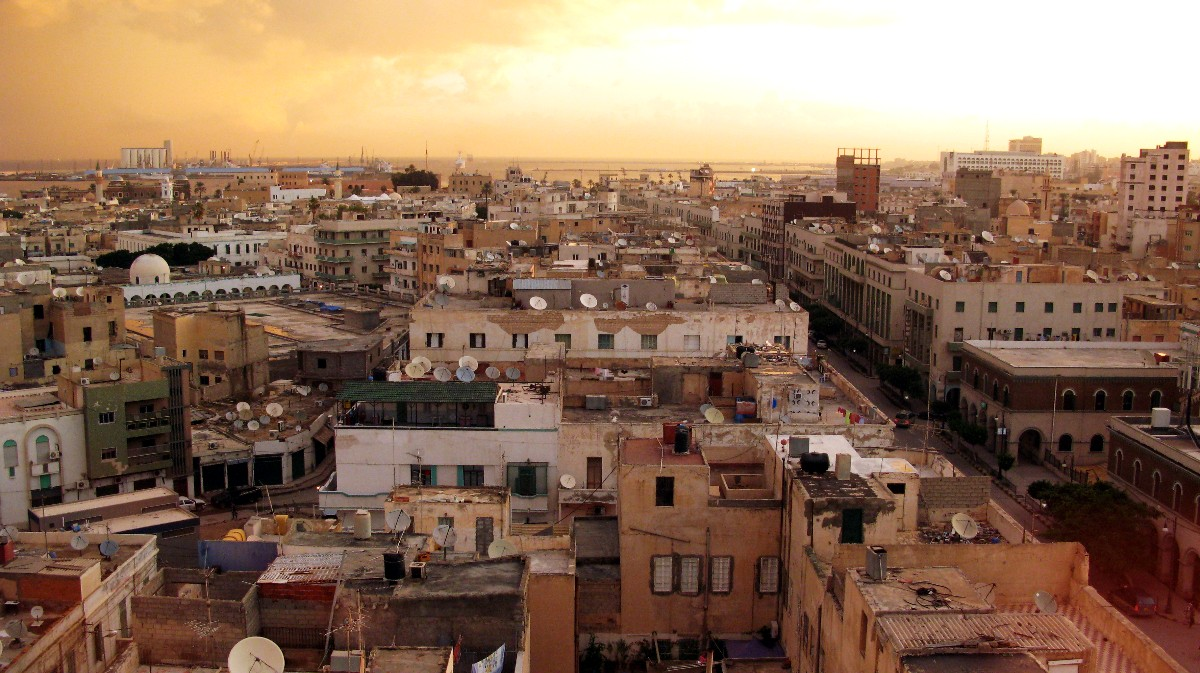
Панорама Триполи
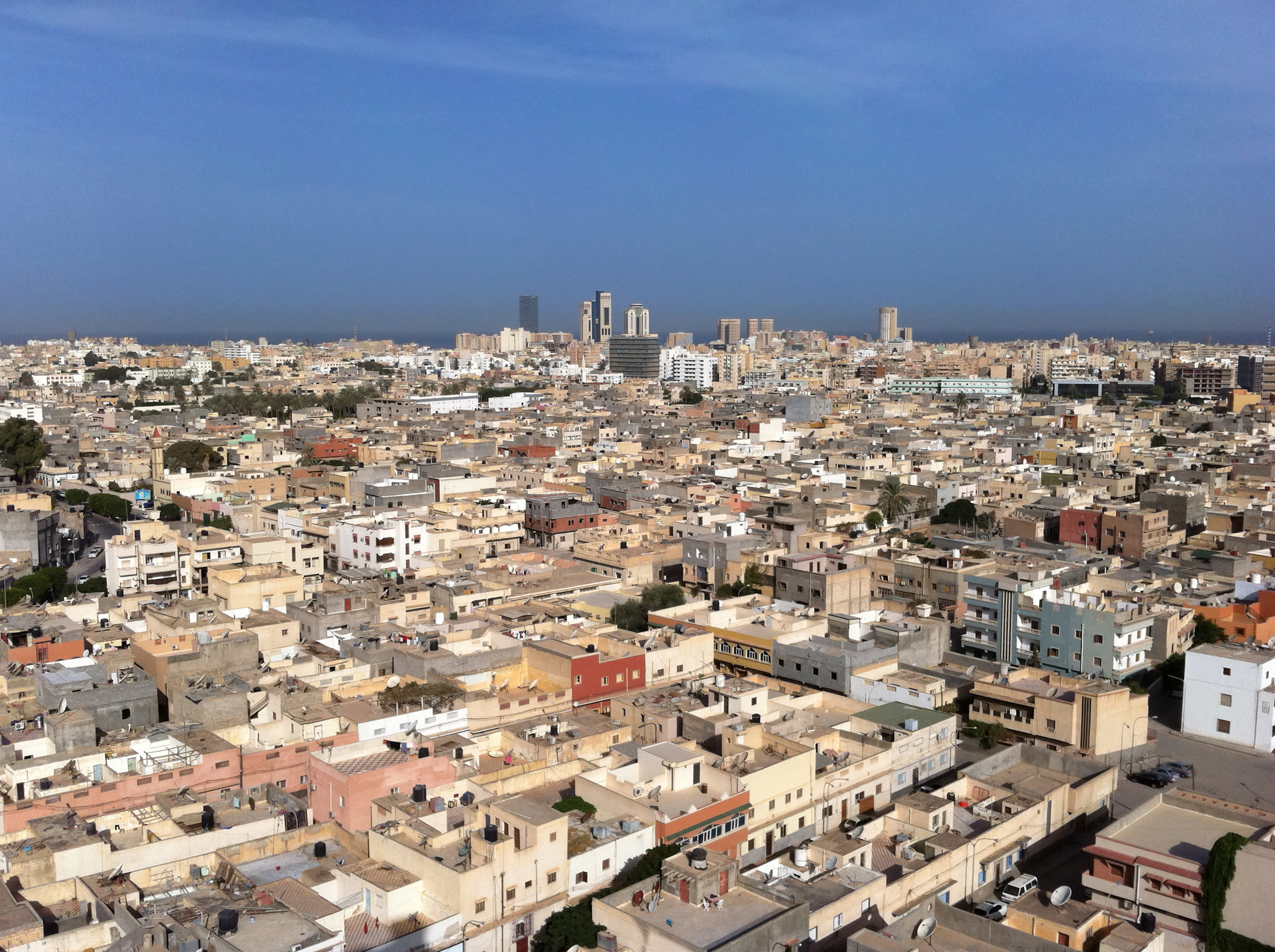
Панорама Триполи
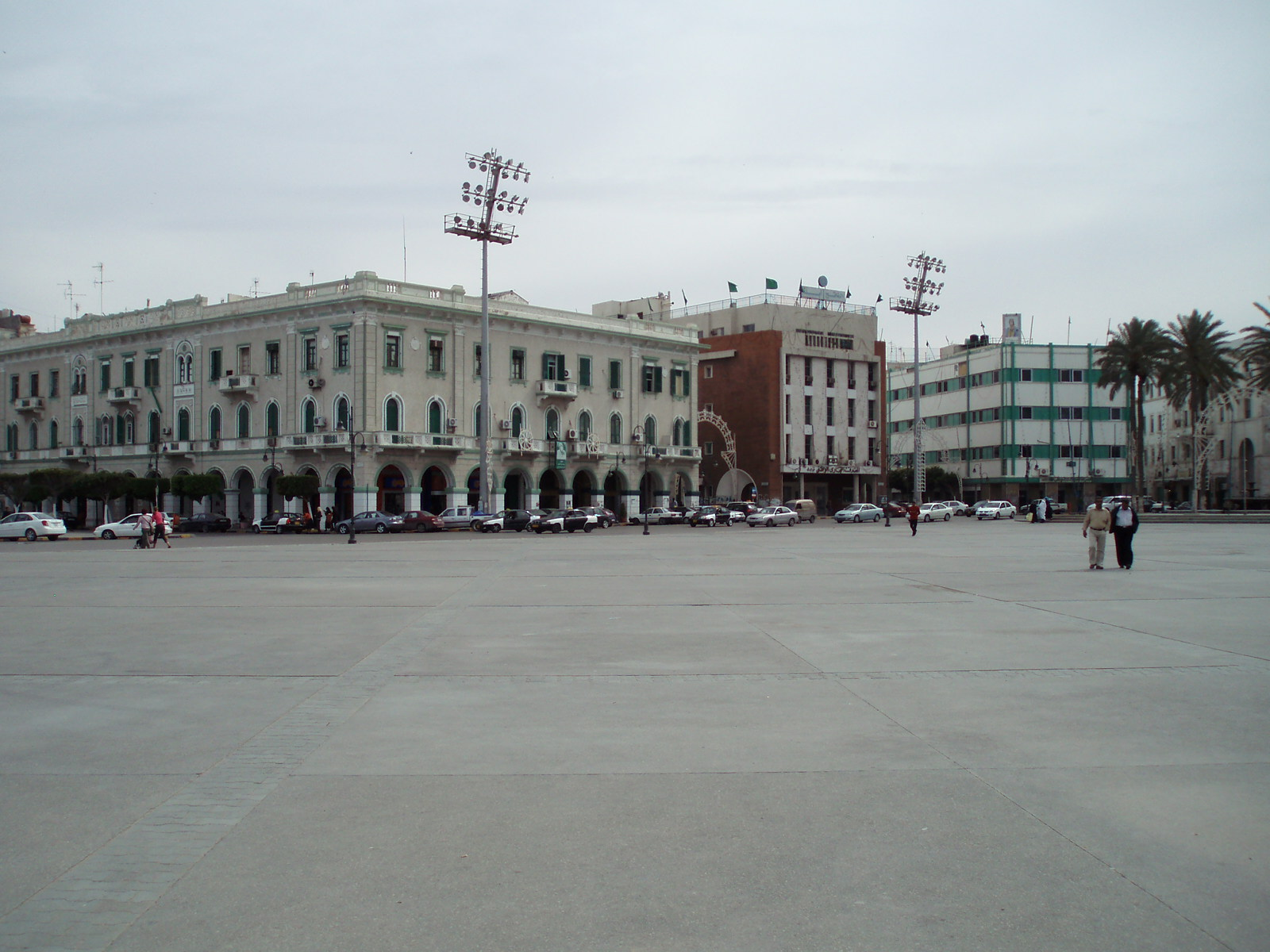
Площадь Мучеников, в период 1969-2011 гг. Зелёная площадь)